# 朝霧 (春雨型駆逐艦)
朝霧（あさぎり）は、大日本帝国海軍の駆逐艦で、春雨型駆逐艦の4番艦である。同名艦に吹雪型駆逐艦（「特II型、綾波型」）の「朝霧」があるため、こちらは「朝霧 (初代)」や「朝霧I」などと表記される。

## 艦歴
1903年9月18日、横須賀造船廠で竣工し、軍艦に編入され駆逐艦に類別。
1904年、日露戦争が勃発し旅順口攻撃、黄海海戦に参加。日本海海戦時には第2艦隊第4駆逐隊の隊旗艦として鈴木貫太郎司令が座乗した。
1914年、青島の戦いに参加。1922年4月1日、特務艇（二等掃海艇）に類別変更。1923年4月1日、雑役船（魚雷標的船）に編入。1925年2月14日、廃船。

## 艦長
※『日本海軍史』第9巻・第10巻の「将官履歴」及び『官報』に基づく。
艦長
- 石川寿次郎 少佐：1903年8月7日 -
- 土師勘四郎 少佐：1905年1月12日 - 1905年5月25日
- 飯田延太郎 大尉：1905年4月5日 - 12月12日

駆逐艦長
- 飯田延太郎 大尉：1905年12月12日 - 1906年1月25日
- 森本義寛 少佐：1906年1月25日 - 5月10日
- （兼）秀島七三郎 中佐：1906年5月10日 - 9月13日
- （兼）岡田雄三 大尉：1906年9月13日 - 1907年5月17日
- 河北一男 大尉：1907年5月17日 - 1908年4月20日
- （兼）木村豊樹 大尉：1908年4月20日 - 9月25日
- 副島慶一 大尉：1908年9月25日 - 1910年5月23日
- 野村与一 大尉：1910年5月23日 - 1911年11月1日
- （兼）及川古志郎 大尉：1911年11月1日 - 12月1日
- 松岡雄 大尉：1911年12月1日 - 1912年5月22日
- 大金実 少佐：1912年5月22日 - 不詳
- 中島寿度 少佐：不詳 - 1915年8月3日[6]
- 高鍋三吉 大尉：1915年8月3日[6] - 1915年12月13日
- 広岡正治 大尉：1915年12月13日 - 1916年12月1日
- 原精太郎 大尉：1916年12月1日 - 1917年12月1日
- 山之内種助 大尉：1917年12月1日[7] - 1919年12月1日[8]
- 大島四郎 大尉：1919年12月1日 - 1921年12月1日
- （兼）一ノ瀬英太 少佐：1921年12月1日[9] - 1922年3月20日[10]
- （兼）片原常次郎 少佐：1922年3月20日 - 1922年11月10日